# Браганса
Браганса (порт. Bragança) је значајан град у Португалији, смештен у њеном североисточном делу. Град је седиште истоименог округа Браганса, где чини једну од општина.

## Географија
Град Браганса се налази у крајње североисточном делу Португалије, близу границе са Шпанијом - 15 километара источно од града. Од главног града Лисабона град је удаљен 530 километара северно, а од Портоа град 220 километара источно. 
Рељеф: Браганса се налази у планинском подручју северозападног дела Иберијског полуострва. Планинско подручје око града се назива Трасос Монтес. Подручје града је високо положено, брдовито и ретко насељено. Надморска висина града је 600-750 m.
Клима: Клима у Браганси је блага умерено континентална клима са значајним утицајем Атлантика и Голфске струје (велике количине падавина) и високе надморске висине (оштрије зиме са снегом).
Воде: Браганса лежи на реци Сабор, која протиче источним ободом града.

## Историја
Подручје града насељено још у време праисторије. Корени данашњег насеља везују се за средњи век, када је овде било средиште хришћанске цркве за околно подручје. Браганса је добила градска права 1464. године.
Од краја 18. века град, будући смештен у забитом делу Португалије, губи значај и слабо се развија. Ово није превазиђено до дан-данас.

## Становништво
| 1960.  | 1981.  | 1991.  | 2001.  | 2011.  |
| ------ | ------ | ------ | ------ | ------ |
| 37.553 | 35.380 | 33.055 | 34.750 | 35.341 |

По последњих проценама из 2009. г. општина Браганса има око 34 хиљаде становника, од чега око 14 хиљада живи на градском подручју. Град је стога један од најмањих од окружних средишта у држави, а околно сеоско подручје је изузетно слабо насељено (< 15 ст./км²).

## Партнерски градови
- Ле Павијон су Боа

## Галерија
- Градска кућа Брагансе
- Градска саборна црква
- Средиште града
- Торањ средњовековне трвђаве